# Greeicy Rendón
Greeicy Yeliana Rendón Ceballos, nota artisticamente come Greeicy (Cali, 30 ottobre 1992), è una cantante, attrice e ballerina colombiana.

## Biografia
Greeicy Yeliana Rendón Ceballos è nata a Cali il 30 ottobre 1992, e ha vissuto lì per i primi cinque anni, fino a quando i suoi genitori, Luis Alberto Rendón e Lucy Ceballos, decisero di trasferirsi a Bogotà. Sin da piccola ha provato interesse per la recitazione e la musica. Ha preso lezioni di recitazione, pianoforte, flauto, chitarra e canto.
Nel 2022 è nato il primo figlio Kai, avuto dal cantante Mike Bahia

### Carriera

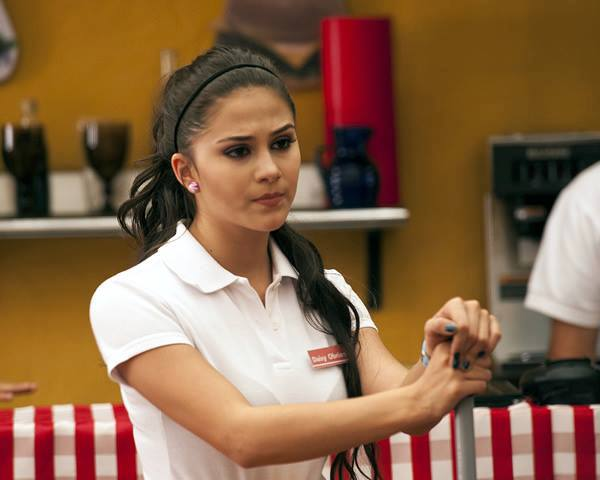
Greeicy Rendón mentre interpreta il personaggio di Daisy O'Brian nella telenovela Chica vampiro(2011)

La sua prima apparizione in televisione è stata nell'edizione 2007 del reality show Factor Xs, seguita dal cantante e compositore José Gaviria. Anche se non ha vinto, la figurazione del programma le ha dato l'opportunità di essere inclusa in un casting, il che significava entrare nel mondo della recitazione.
Nel 2009 recita nella telenovela Cuando salga el sol. Recita anche in molte altre commedie come Wonder Years, Primera dama, Correo de inocentes, Mujeres al límite, e La Pola. Nel 2013, ha interpretato Johanna, nella telenovela drammatica La prepago. Nello stesso anno, è stata scelta dai produttori di RCN Televisión e Televideo per la telenovela Chica vampiro, dove interpreta la protagonista Daisy O'Brian McLaren. La serie è stata presentata in anteprima il 14 maggio 2013. Sebbene non abbia avuto successo in Colombia, è stata un successo in Italia e Francia. È stata anche trasmessa in Spagna, Portogallo, Romania, Russia e Polonia. In Italia il successo di Chica vampiro è stato così grande che ha portato a fare un tour, il VampiTour, ripreso poi anche in Francia. Ha vinto il premio per miglior rivelazione per Primera dama e come rivelazione colombiana per Chica vampiro.
Nel 2017 debutta come cantante, e nel febbraio 2018 firma un contratto con la Universal Music Latino pubblicando il singolo Más fuerte.

## Discografia

### Album in studio
- 2019 – Baila
- 2022 – La carta

### Singoli
- 2017 – Brindemos
- 2017 – Error
- 2017 – Despierta
- 2017 – Amantes (feat. Mike Bahía)
- 2018 – Más fuerte
- 2018 – Ya para qué
- 2018 – Jacuzzi (con Anitta)
- 2019 – Ganas
- 2019 – Destino (feat. Nacho)
- 2019 – A mí no
- 2019 – Menos de ti
- 2019 – Uh lala

### Collaborazioni
- 2017 – Olvidé tu nombre (Kenai feat. Greeicy)
- 2018 – No te equivoques (The Rudeboyz feat. Greeicy)
- 2018 – Lo malo (Remix) (Aitana e Ana Guerra feat. Greeicy & Tini)
- 2018 – Perdón (David Bisbal feat. Greeicy)
- 2018 – Amantes (Mike Bahía feat. Greeicy)
- 2018 – Perfecta (Feid feat. Greeicy)
- 2018 – Esta noche (Mike Bahía feat. Greeicy)
- 2019 – Domingo (Remix) (Reykon feat. Cosculluela, Greeicy e Rauw Alejandro)
- 2019 – Bien Fancy (Fuego feat. Greeicy)
- 2019 – 22 (Tini feat. Greeicy)
- 2019 – Solo mía (Remix) (Cali y el Dandee feat. Jhay Cortez & Greeicy)
- 2019 – Mala fama (Danna Paola feat. Greeicy)
- 2019 – I Love You (Maejor feat. Greeicy)

### Colonne sonore
- 2013 – Chica vampiro

## Filmografia

### Televisione
- Factor Xs – programma TV (2007)
- Cuando salga el sol – serial TV (2009)
- Primera dama – serial TV (2010)
- La Pola – serial TV (2010)
- Correo de inocentes – serial TV (2011)
- ¿Dónde está Elisa? – serial TV (2012)
- La prepago – serial TV (2013)
- Chica vampiro – serial TV (2013)
- La ronca de oro – serial TV (2014)
- Los años maravillosos – serial TV (2014)
- Tiro de gracia – serial TV (2015)
- Esmeraldas – serial TV (2015)
- Las Vega's – serial TV (2016)
- Venganza – serial TV (2017)
- La vuelta al mundo en 80 risas – programma TV (2018)
- Mira quién baila – programma TV (2018)
- Ritmo Salvaje – serial TV (2022)

## Doppiatrici italiane
Nelle versioni in italiano nelle opere in cui ha recitato, Greeicy Rendón è stata doppiata da:
- Gaia Bolognesi in Chica vampiro[21]